# Xanthostha flava
Xanthostha flava är en fjärilsart som beskrevs av Butler 1881. Xanthostha flava ingår i släktet Xanthostha och familjen nattflyn. Inga underarter finns listade i Catalogue of Life.